# L'Amant capricieux
L'Amant capricieux (Die Laune des Verliebten) est une pièce de théâtre de Johann Wolfgang von Goethe écrite entre février 1767 et avril 1768. La pièce est créée le 20 mai 1779 au château d'Ettersburg en Thuringe devant la cour de Weimar, avec une musique de Karl Siegmund von Seckendorff ; Goethe joue le rôle d'Eridon. La pièce est publiée en 1806.

## Argument
Cette pièce raconte l'histoire d'Amine et de son amant, Éridon, qui est très jaloux. Éridon est opposé à ce qu'Amine aille danser à un bal sans lui, mais lui-même ne veut pas y aller.
Pour aider Amine, une de ses amies, Églé, et son amant Lamon vont longuement parler avec elle, puis Églé séduira Éridon alors qu'il pense à Amine. Durant ces quelques secondes ils s'embrassent et désormais Éridon ne peut plus en vouloir à Amine car il a embrassé également quelqu'un d'autre. Éridon comprend que le fait d'être avec d'autres hommes sans pour autant succomber montre à quel point Amine est éprise de lui.